# John o' Groats
John o' Groats (Taigh Iain Ghròt en gaèlic escocès) és un poble situat en l'extrem nord de la regió de les terres altes escoceses, i es considera popularment el punt més septentrional de l'illa de Gran Bretanya. No obstant això, aquesta distinció correspon realment al proper Dunnet Head.
El nom John o' Groats resulta familiar perquè s'utilitza sovint per definir l'extensió de Gran Bretanya per a les carreres, les caminades i altres esdeveniments per recaptar fons que tenen lloc entre Land's End (la punta final de la península de Cornualla, Anglaterra) i John o’ Groats.
L'expressió en anglès "Land's End to John o' Groats" fa referència tant a aquest viatge com a qualsevol gran distància en general.
La puntuació i la utilització de les majúscules en John o' Groats és la més correcta encara que es veuen variacions. La ciutat va obtenir el seu nom de Jan de Groot, un neerlandès que va obtenir un permís per a un servei de vaixell entre Escòcia i les illes Òrcades (Orkney Islands), adquirides de Noruega pel rei Jaume IV d'Escòcia l'any 1496.

## El pal indicador
El famós pal indicador de final de camí de John o’ Groats, com el pal homòleg de Land's End, és propietat privada i es prohibeix fer-li fotos. Per obtenir una foto d'aquest lloc famós, cal pagar. Moltes persones creuen equivocadament que el pal indicador és un servei públic. Un indicador d'ús gratuït fora de l'horari comercial es troba en el mur que està al costat de la tenda de records "First and Last Souvenir Shop", ja que el pal famós es desmunta cada nit.